# E系坦克
E系列（Entwicklung series，簡稱 E-series），是1942年5月由德国第6兵工厂总工程师海因里希·克尼坎普正式提出的一个在现有戰車和装甲车辆与未来坦克和装甲车辆寻找一个结合点，开发具有高通用性能的坦克零件一个未来坦克发展计划，在1943年4月此计划开始，并被命名为E（德语Entwicklung的代称“发展”）。

## 由来
二战后期，德国为了应付盟军和苏军的强大的坦克攻势，提出了E系列坦克计划，也就是通用坦克计划。E系列的设计理念较为先进，其通用化的设计思想也相当富有前瞻性。但随着德国在战争中节节败退，希特勒将希望寄托于各种稀奇古怪的新式武器，留给E系列的研发资源并不多。E系列也没能真正投产并发挥设计中的用途。最后，随着第三帝国的垮台，E系列和其他各种新奇的设计方案一起被盟军缴获，沦为今天军事爱好者们的谈资。
本系列在1943年4月此计划开始研发，并被命名为E（德语Entwicklung的代称“发展”）。E系列的主要设计思路是按吨位设计不同用途的战车，彼此之间的零件采用通用化设计，以提高生产和修理的速度。本系列主要有E3、E5、E-10 E-25 E-50 E-75 E-100等型号。其中，E3和E5主要作为轻型辅助战车，E10-E75是主力战车，E100则是能取代鼠式超重型坦克的新型号。

## 型号及设计用途
- E5型(E-5 Rutscher): 3-8噸的超轻型辅助战车，裝備8公分PAW 600反戰車砲。
- E10型：10~15噸的轻型驱逐战车。
- E25型：三号坦克、四号坦克及其驱逐战车的后继车种。
- E50型：黑豹中型坦克的后继车种。
- E75型：虎王重型坦克的后继车种。
- E100型：用以和鼠式坦克競爭的140噸超重型坦克。

## 各型号具体介绍

### E-10
E-10重10-25吨，又分为三种设想。

高性能轻型战车——E-10

- KHD公司的驱逐战车38(D)，这个设计是后世认知度较高的方案，用于取代追猎者坦克歼击车（Hetzer ）。它采用捷克38(D)坦克底盘，原型车装75毫米Pak39 L/48炮，生产型装75毫米Pak42/1 L/70炮，战斗力和“黑豹”相当，正面装甲厚80毫米，倾角和“追猎者”相同.该车有几处创新：一是发动机，采用梅巴赫HL64燃油喷射式发动机；二是悬挂，为全轮独立式液压悬挂；三是变速装置和发动机后置使维护简捷，同时加大了战斗室的有效空间。E-10的外形紧凑，全重16吨，车高1.75米。从侧面看非常扁平，拥有良好的防弹外形和隐蔽性。载弹量55发，设计公路时速70公里/小时。
- 轻型多用途坦克，同样以38(D)坦克为基础，装Pak42/1 L/70炮。
- 轻型标准化自行火炮，用以取代德军原有的105毫米以下口径全部牵引和自行火炮。

#### E-10的性能数据
- 战斗全重（吨）：12吨
- 乘员（人）：3人
- 发动机型号：Maybach HL 100 / 400hp Argus / 300hp
- 武器装备:75mm Pak 39 L/48 （原型车）

### E-25

E-25驱逐战车

E-25实际上是指重25~50吨重的战车，用来替代老旧的三号、四号坦克及其变型车。这个方案有3家著名公司参与竞争——保时捷、阿格斯和阿得勒参与。计划的项目有：中型驱逐战车、突击炮和重型自行火炮等。
保时捷博士设计的E-25驱逐战车具备E-10的所有优点，不过由于车体加大，E-25的战斗力也随之提高。它的主炮是新型的75毫米Pak42/2 L/70炮（还可装配先进的“食雀鹰”FG1250型红外夜视瞄准具），理论上可在1600米外正面击毁苏军的IS-2坦克，該砲最終沒有實際量產。但有人认为，其威力和未完成的黑豹F型坦克上的75mm KwK42/1 L/70相同，后者理論上在1200米外用钨芯弹可击穿IS-2中期型（1944年型，这也是IS-2的标准量产型）的炮塔正面装甲。而KwK42/1 L/70在KwK42的基础上改进了后座装置，后坐力由12吨加大到了18吨，火炮威力增幅不详。而陆军武器局的人員则坚决要求装备88mm KwK36 L/56坦克炮，这并不是因为比75毫米火炮有更强的非装甲目标杀伤能力，而是因为更简便的工艺和更强的生产能力。然而最后希特勒则要求装备更大更强也是更复杂更昂贵的88毫米Kwk 43 L/71坦克炮，以至于将E25的可生产性扼杀了（也许是因为SU100的刺激）
E-25的辅助武器是一门可以360度悬转的20毫米机关炮。
E-25的正面装甲与E-10相同，也是80毫米，不过为了加大车内空间而使车体正面倾角由E-10的30度增为45度，车体高度也比E-10高，和追猎者相当（追猎者的车高为2.17米）。
E-25的车重为27吨，发动机为梅巴赫HL100型（400马力），导致速度可能达不到预想值，因此计划開發功率更大的600马力发动机供其换装。这样E-25整车的单位功率为20hp/t以上，设计性能超过苏军的SU-85和SU-100坦克歼击车。

#### E-25的技术性能
- 战斗全重（吨）：27吨
- 乘员（人）：4
- 发动机型号：Maybach / 400hpArgus / 600 hp Maybach HL 230 P 30 / 12-cylinder / 700hp
- 武器装备:75mm Pak 39 L/48 火炮 或 75mm Pak 42 L/70火炮

### E-50

E-50M战车

E-50车体每侧6对负重轮。悬挂系统为莱恩博士设计的外置盘式螺旋悬挂装置。发动机为HL-234型，最高输出功率为900马力/3200转，因此E-50在理论上可以达到60公里的公路时速。由于E-75是德国人设计的两种标准战车，E-50重50-60吨，计划取代“黑豹”和“虎”式。它和E-75的车体外形几乎一样，但炮塔形状不同。E-50和E-75的悬挂系统，装甲厚度和重量也完全不同。E-50在设计上的综合防弹能力比黑豹F提高了50%左右，采用和虎II一样的88毫米 Kwk L/71火炮。
網路上流傳有实车测试记录，但官方歷史資料中該車從未脫離藍圖設計階段。战后苏联研发的IS-7坦克，虽然重达68吨，由于采用了海军的1050马力（772千瓦）M-50T 12缸V型水冷4冲程柴油机，在实际测试中样车达到了59公里/小时的公路速度，因此重量较轻而发动机马力相对持平的E-50应该也可以实现理论速度。
E-50的车体在黑豹G型的基础上加长，其实际大小已与虎王相近，所以在视觉上导致E-50的炮塔偏小。其首上部位装甲为150毫米/30度（去掉了前置机枪以提高整体强度），首下装甲为150毫米/40度。车体侧装甲与虎王相同，为80毫米/75度。E-50的炮塔外形基本与黑豹F相当，不过加厚了侧甲厚度，炮塔前甲厚130毫米，筒形火炮防盾厚120毫米。炮塔侧甲 后甲均厚70毫米。
就纸面数据而言，E-50在火力和机动上略高于苏联量产的T-44坦克，整车防御力则大致持平（T-44正面上车体装甲为120毫米/30度，车体侧装甲为75毫米垂直装甲，炮塔前甲厚90毫米）。
而与1947年投产的苏联T-54坦克相比，E-50在火力上与其持平，机动占优，而装甲上有较大差距（T-54正面上车体装甲为120毫米/30度，炮塔前甲厚200毫米以上）。

#### E-50的性能参数（标准型）：
- 车高：2.6米
- 车重: 50~55 吨
- 火炮: 88mmL/71
- 装甲厚度： 130mm
- 发动机： HL234  900马力
- 最大车速: 60 km/h (公路)

### E-75
E-75因历史原因有很多数据无法证明，所请您慎重阅读。
在一些西方资料中，E-75有时也被称为虎3（在E-100 系列中有一种E-100 Ausf B型，重90吨，采用了一种与虎王类似的炮塔，有些人称为E-90，也称虎3。）这种说法并不正确，E系列中并没有E-90这个编号。
E-75重75~80吨，其车体大小，装甲配置都与E-50基本相同（不过E-75由于较重，其车体每侧有8个负重轮，而E-50只有6个）。E-75与E-50最大的区别是炮塔 火炮配置及发动机。
E-75采用的是与虎王后期型相类似的大型带尾舱炮塔。这种虎王后期型原预计于1945年夏生产，不过由于德国的战败而没有投产。部分欧美资料称之为虎王1945年7月生产型。其实它也就是中国大陆军事杂志《兵器》中提到的那种经过了20多项技术改进的新型虎王，其炮塔和发动机舱细节与标准型虎王有所不同。
一些人认为，E-75可以采用3种火炮：88毫米100倍徑(88mm kwk L/100)、105毫米68倍徑火炮 (105mm kwk L/68) 及 128毫米55倍徑火炮 (128mm kwk L/55)。其中前两种火炮也是虎王升级计划中的换代火炮，其威力不仅远超旧式虎王的88毫米71倍徑火炮，也大大强过了E-100上的150毫米38倍徑火炮 。其强大的火力足以有效擊穿战争末期出现的盟军各种新式坦克，能跟鼠式超重型坦克的128毫米55倍徑火炮相抗衡。另外，后期型E-75坦克上的弹药将换用可燃/半可燃式药筒。
但也有人认为，88毫米100倍徑只不过是德国人众多構想中计划中的一个衍生物，E-75装备的只是128毫米55倍径火炮。
E-75车体的各种装甲厚度与虎王相同，其侧装甲与虎王完全相同。也是80毫米/75度。但明显强化了车体正面装甲。E-75车体前装甲虽与虎王一样也是150毫米，但它将装甲倾角由虎王的40度压低到30度，同时取消了虎王车体正面的机枪射击口，提高了前装甲的强度。经过这两项改进后的E-75正面车体防御力不仅超过了虎王，其实也超过了比它更重的E-100（E-100的车体正面装甲为150毫米/45度）。
有人认为，E-75在装甲方面有较大提升空间，强化后的E-75正面炮塔防御力不仅超过虎王，也将超过比它更重的E-100（E-100的炮塔正面装甲为215毫米，因为是弧形，所以等效裝甲为240毫米）。但同样由于没有实际投产，这种说法无法验证。
E-75由于车体增重，其发动机计划采用1200马力涡轮增压发动机HL234+型，预计公路时速可以达到50公里/小时。
E-75相对于基本型虎王的部份技术创新，括号内为虎王：
- 火炮： 88毫米L100/105毫米L68 ( 88毫米L71)
- 弹药： 可燃/半可燃式药筒弹药 (普通钢制弹壳弹药)
- 装甲： 后期计划装备特种装甲 (普通钢装甲)
- 火炮测距仪： 有 (无)
- 火炮稳定器： 有 (无)
- 夜战设备： “食雀鹰”FG1250型 (无)
- 发动机： 1200马力 (700马力)

从二战中期开始德军战车为了提升战斗性能，采取直线式的放大设计思路，导致车重结结攀升。超重的车体给德军带来了数不尽的麻烦。不过这些数不尽的麻烦也使德军对重型车辆的动力系统下了一番苦心加以研究，并在纸面上取得了长足的进步。由于盟军的强大打压，德国的很多构思在后期无法进行充分的实验，最后大多被美苏两国缴获，并成为后世军事爱好者的谈资。
E-75的性能数据（估计）：
- 战斗全重（吨）：75~80吨
- 发动机型号： HL234+ 1200马力
- 武器装备:88mm L/100 105mm L/68

### E-100

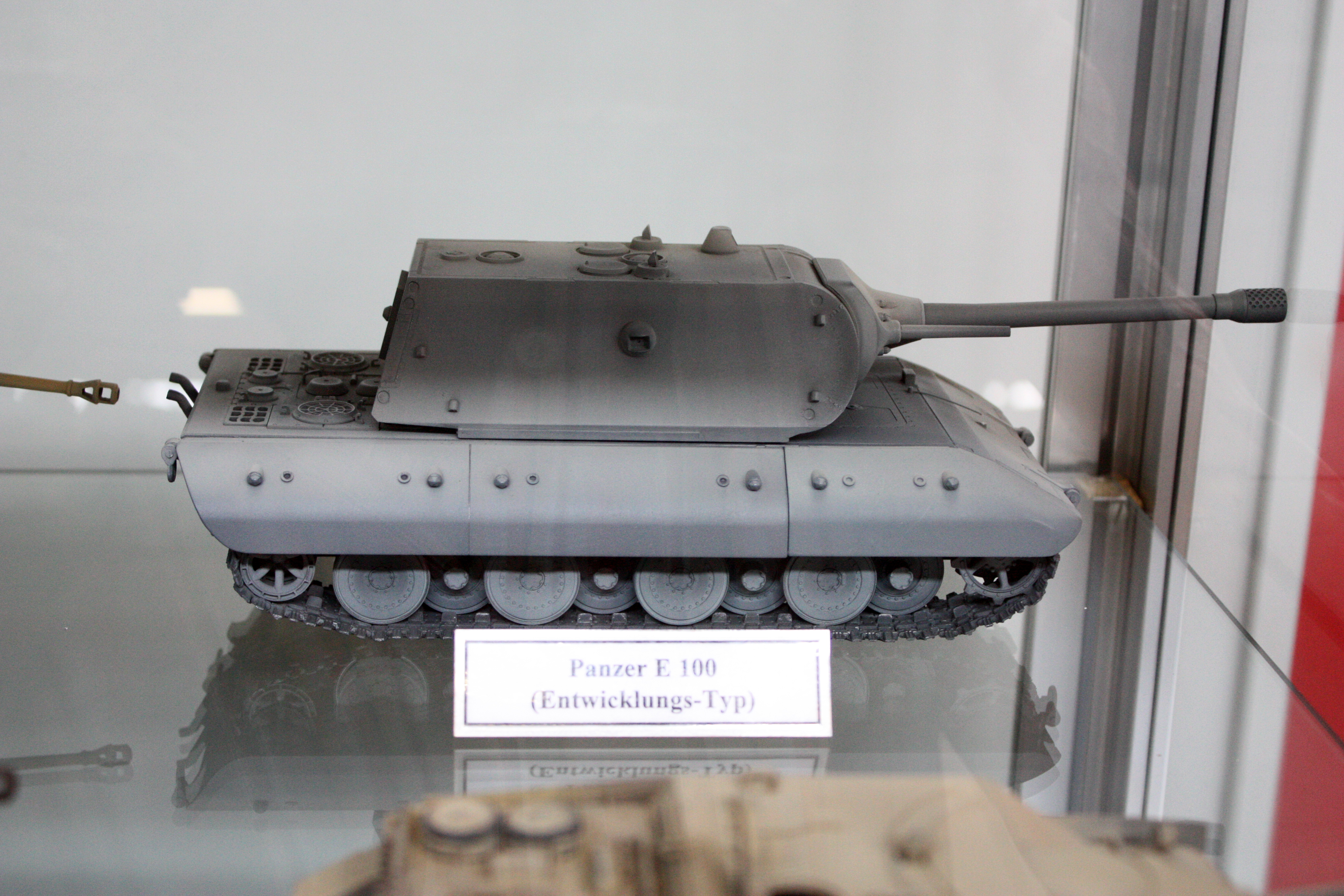
E100模型

德国在1943以后制定了生产通用化，标准化系列化坦克的方案，E系列坦克就是这种思想的体现，其中投入研制力量最多的就是E-100超重型坦克。
E-100的研制工作是从1943年6月开始的，由阿道拉公司负责研制。在1944年，因为要集中力量研制“鼠”式坦克，希特勒下达了停止研制E-100坦克的命令。这样一来，E-100超重型坦克就流产于样车研制阶段，工厂仅生产出样车的车体部分。1945年，这辆样车的车体落入盟军手中，1945年6月被转送到英国，英国人发现这辆E100底盘安装的是和虎王、豹式坦克相同的迈巴赫1080马力发动机。
预计的E-100坦克战斗全重140t，乘员6人。战斗室特别大，火力强大，防护力超群。动力装置后置，主动轮在前，诱导轮在后，悬挂装置为外置筒式螺旋弹簧式悬挂装置。负重轮的排列型式，也采用了二战期间德国坦克上惯用的交替排列式。在E-100样车的研制阶段，炮塔没有制造出来，所以，仅安装了一个同等重量的假炮塔来进行试验。主要武器是一门KWK型150mm火炮或174mm火炮，但最后似乎准备选用128mm火炮。另外，E-100坦克的各部位装甲厚度也十分可观。二战期间的反坦克武器很难击穿。它的动力装置为HL234型水冷汽油机，它的履带宽度达到了1020mm。
和“鼠”式坦克一样，E-100坦克的致命弱点在于它极差的机动性，所以即使E-100超重型坦克被制造出来，也是没有什么作为的。
德国战争后期其实已经放棄了“P-1000巨鼠”和E-100这两种超級战车的开发，他们已经明白这两种其实是出自希特勒和保时捷博士的个人幻想，“无敌战车”并没有太多技术上的先进性和前瞻性，而且在战场也达不到1+1=2的战术效果。其实，不光是E-100遭到了如此冷遇，E系列乃至其他一些新奇的设计方案也逃脱不了纸面计划的宿命。最为明显的佐证，便是1944年以来，E-10迟迟无法进入实际研发，而原本要被它替换的追猎者却成为工厂生产的主要目标。最终在历史上大放异彩的，也正是性能较低，但却能快速投产的追猎者坦克歼击车。战争后期在这个问题上，德国人和苏联人达成了惊人的默契。
前面曾提到，E-100系列中有一种有趣的变型车E-100 Ausf B型，它的具体情况如下：车重90吨以上，采用E-100的车体，换用了一种与虎王类似的炮塔，有些西方人称它为E-90，也称它为虎3使用一门128mm L/66火炮，这将是整个二战中最强的坦克炮，没有之一，则使得E-90可以将包括IS-3和鼠式在内的所有装甲车辆在2000米距离上击穿最厚装甲部。炮塔前甲180毫米，并且还有180毫米厚的巨型炮盾。
E-90在火力上超过了E-100，在整体防护上至少持平，由于车重远低于后者，机动性也大幅度提升，机械故障将少于E-100，最后，将拥有更好的可生产性。
E-100的性能数据：
- 战斗全重: 137790 kg (137.8噸)
- 车长: 10.27m（炮向前） 8.70m（仅车体）
- 车宽: 4.48m
- 车高: 3.32m（战斗高度） 3.29m（运输高度）
- 引擎: Maybach HL 234
- 最大速度 公路/越野：38-40 km/h
- 最大行程 公路/越野：120 公里
- 乘员: 5-6人
- 火力装备: 128mm KwK 44 L/55 ; 150mm KwK 44 L/38 ；170mm KwK 44 & 75mm KwK 44 L/36.5 ; 1x7.92mm MG34
- 弹药: 128mm:55发 ; 75mm:120发 ; 7.92mm:2100发
- 装甲: 40-240mm